# 2K4 Filin
2K4 Filin (2К4 Филин) – radziecki taktyczny zestaw rakietowy z wyrzutnią gąsienicową typu 2P4 Tiulpan i pociskami balistycznymi 3R2 z głowicami jądrowymi przeznaczony do rażenia celów na odległość do 25,7 km.

## Wstęp
Pierwsze bomby jądrowe charakteryzowały się duża masą i średnicą. Nadawały się tylko do przenoszenia ich za pomocą samolotów strategicznych. Stwarzało to wiele problemów na polu walki. Od lat 50 XX wieku nastąpił znaczny postęp w technologii ładunków jądrowych. Spowodowało to znaczne zmniejszenie ich średnicy i wagi. Wraz z opracowaniem nowej doktryny zakładającej ograniczone użycie broni jądrowej, zaczęto prowadzić prace koncepcyjne nad skonstruowaniem nowych środków przenoszenia. Pierwsze próby wystrzeliwania ładunków jądrowych z dział artyleryjskich oraz za pomocą rakiet przeprowadzono w USA. Prace takie prowadzono też w ZSRR. Skonstruowano działa mogące wystrzelić ładunki jądrowe, lecz były one za mało mobilne z powodu wagi i wymiarów. Wymagały też zbyt dużo czasu na przygotowanie się do strzału. Podobnie sytuacja przedstawiała się z pociskami rakietowymi na paliwo ciekłe. Wad tych miały nie posiadać rakietowe pociski balistyczne bliskiego zasięgu na paliwo stałe, wystrzeliwane z wyrzutni mobilnych. W założeniach zrezygnowano ze sterowania torem lotu pocisków za pomocą fal radiowych z powodu możliwości ich zakłócenia. Sterowanie takie wymagałoby też istnienia powietrznego lub naziemnego punktu sterowania. Obliczono, że przy odległości 30 km średni błąd celowania w granicach 500 – 1000 metrów będzie dopuszczalny przy użyciu głowic jądrowych. W projektach założono, że rakiety będą  naprowadzane inercyjnie przy użyciu wyrzutni. Tak powstała cała generacja radzieckich systemów rakiet taktycznych. W kodzie NATO systemy te otrzymały oznaczenie FROG (Free Rocket Over Ground). Jednym z pierwszych, obok lżejszego systemu 2K1 Mars, był zestaw rakietowy 2K4 Filin.

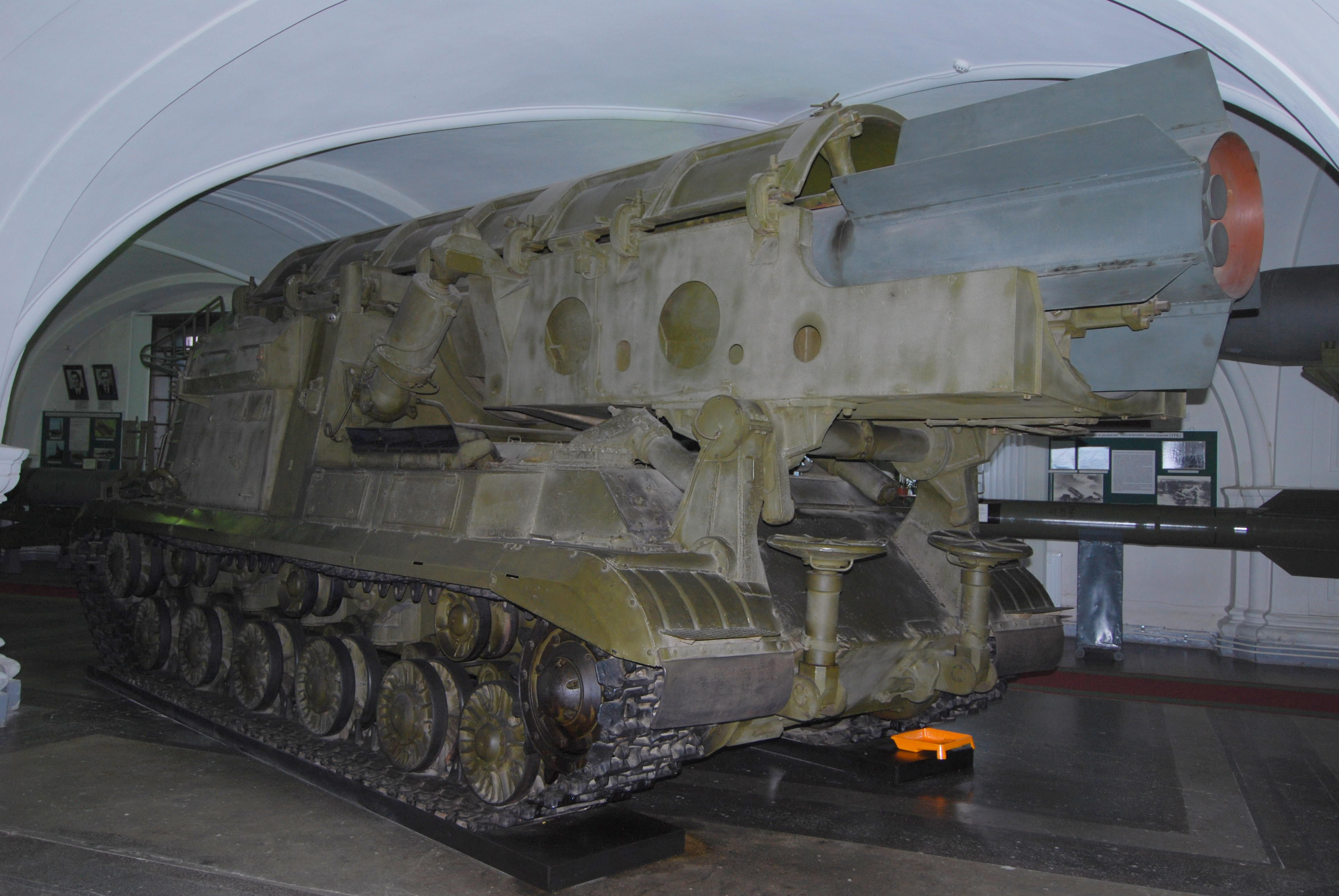
Wyrzutnia 2P4. Widok z tyłu

## Historia
Projektowanie rakiet systemu rozpoczęto w 1954 w NII-1 (Instytucie Naukowo-Badawczym 1) Ministerstwa Budowy Maszyn Rolniczych (od 1966 r. przemianowanym na  Moskiewski Instytut Techniki Cieplnej). Głównym projektantem był Nikołaj P. Mazurow. Rakieta została oparta na konstrukcji rakiety projektowanej dla systemu 2K1 Mars, lecz została powiększona, w celu zwiększenia zasięgu i zastosowania silniejszej głowicy jądrowej.  W 1955 – 1957 przeprowadzono próby z rakietami i wyrzutniami. Próby wykazały, że elementy rakiety działały dobrze oprócz urządzenia radiolokacyjnego „Krug” które nie wytrzymywało prób.  Konstrukcja wyrzutni wykazała wiele wad. Przeprowadzone doświadczenia pozwoliły usunąć konstrukcyjne i eksploatacyjne wady zestawu poprzez wprowadzenie wielu modyfikacji.  Rakiety otrzymały oznaczenie w systemie GRAU 3R2. Pierwotnie planowano budowę wyrzutni na podwoziu czołgu T-55. W związku z tym, że zlecenie na produkcję wyrzutni otrzymały zakłady Kirowskie  w Czelabińsku zastosowano podwozie ISU-152 produkowane przez ten zakład jako "Obiekt 804". Masa wyrzutni wzrosła przez to w porównaniu do podwozia T-55 o ok. 10 – 15 t. Wyrzutnia otrzymała symbol 2P4 Tiulpan. To samo podwozie i kabina posłużyły do budowy wyrzutni 2U218 systemu 8K11. Próby rakiet prowadzono w okresie sierpień–grudzień 1957 na poligonie Kapustin Jar. 
Kompleks został uznany za mniej udany, niż rozwijany równolegle lżejszy zestaw 2K1 Mars, pod względem mobilności i kosztów. W konsekwencji nie został przyjęty oficjalnie na uzbrojenie Armii Radzieckiej, a jedynie wyprodukowane zestawy zostały przyjęte do eksploatacji, zarządzeniem Rady Ministrów ZSRR z dnia 17.08.1958 r. pod nazwą 2K4 Filin. W kodzie NATO został najpierw oznaczony T-5, a następnie FROG-1. Wyrzutnia 2P4 po raz pierwszy została zademonstrowana publicznie 7 listopada 1957 r. z okazji rocznicy Rewolucji Październikowej. Ogółem wyprodukowano 36 wyrzutni: w 1957 roku prototyp i dalsze 9 wyrzutni, a w 1958 roku następne 26. Były tylko na wyposażeniu Armii Radzieckiej, używane w dwuwyrzutniowych bateriach w dywizjonie rakietowym wybranych dywizji pancernych. Wycofany z eksploatacji zarządzeniem Rady Ministrów ZSRR w 1960 r. 

## Budowa wyrzutni
Wyrzutnia 2P4 została zbudowana na podwoziu działa ISU-152K. W przedniej części była kabina załogi. Na podwoziu zamontowany był zespół artyleryjski z prowadnicą. Prowadnica była podnoszona hydraulicznie. Na całej długości posiadała rowek w kształcie odwróconej litery T, w którym przesuwał się sworzeń rakiety podczas załadunku i startu. W związku z tym, że siła ciągu silników rakietowych zależała w dużym stopniu od temperatury ładunku prochowego, silnik rakiety był umieszczony w rurowej osłonie, która zapewniała optymalną temperaturę za pomocą podgrzewania grzejnikami elektrycznymi. Sterowanie rakietą było inercyjne. Polegało to na tym, że prowadnica wraz rakietą była ustawiana w kierunku celu. Zasięg regulowano poprzez podniesienie prowadnicy pod odpowiednim kątem do powierzchni ziemi. Do stabilizacji i poziomowania wyrzutni na stanowisku ogniowym służyły dwa podnośniki znajdujące się z tyłu.

## Budowa rakiet
Do wyrzutni były stosowane rakiety 3R2, jednostopniowe, z silnikiem dwukomorowym na prochowe paliwo stałe. Rakieta była podobnej konstrukcji, co 3R1 zestawu 2K1 Mars, lecz była powiększona. Komory rozmieszczone jedna za drugą. Przednia komora spalania miała na obwodzie 12 dysz odchylonych na zewnątrz pod kątem 15 stopni, aby uchronić tylną komorę przed bezpośrednim działaniem gazów prochowych. Dysze te były też odchylone pod kątem 3 stopni od osi wzdłużnej rakiety w celu nadania jej prędkości obrotowej w aktywnej fazie lotu. Tylna komora spalania miała dyszę centralną i 6 dysz na obwodzie. Zapłon następował po podaniu napięcia na zapłonniki umieszczone w przedniej komorze. Włókna żarowe zapłonników powodowały zapłon ładunku prochowego. Przez kanały ogniowe w ładunku prochowym ogień przenosił się do tylnej komory. Silniki działały praktycznie jednocześnie. Pod wpływem ciśnienia gazów prochowych odpadały metalowe korki, które znajdowały się w dyszach i rakieta pod wpływem siły ciągu zaczynała poruszać się do przodu. W locie stabilizowana była brzechwami znajdującymi się w tylnej części rakiety. W pierwszych wersjach montowano 6 brzechw, w późniejszych 4. Rakiety posiadały nadkalibrowe głowice jądrowe RDS-4.
W skład zestawu wchodził dźwig К-104 oraz wyposażenie dodatkowe.

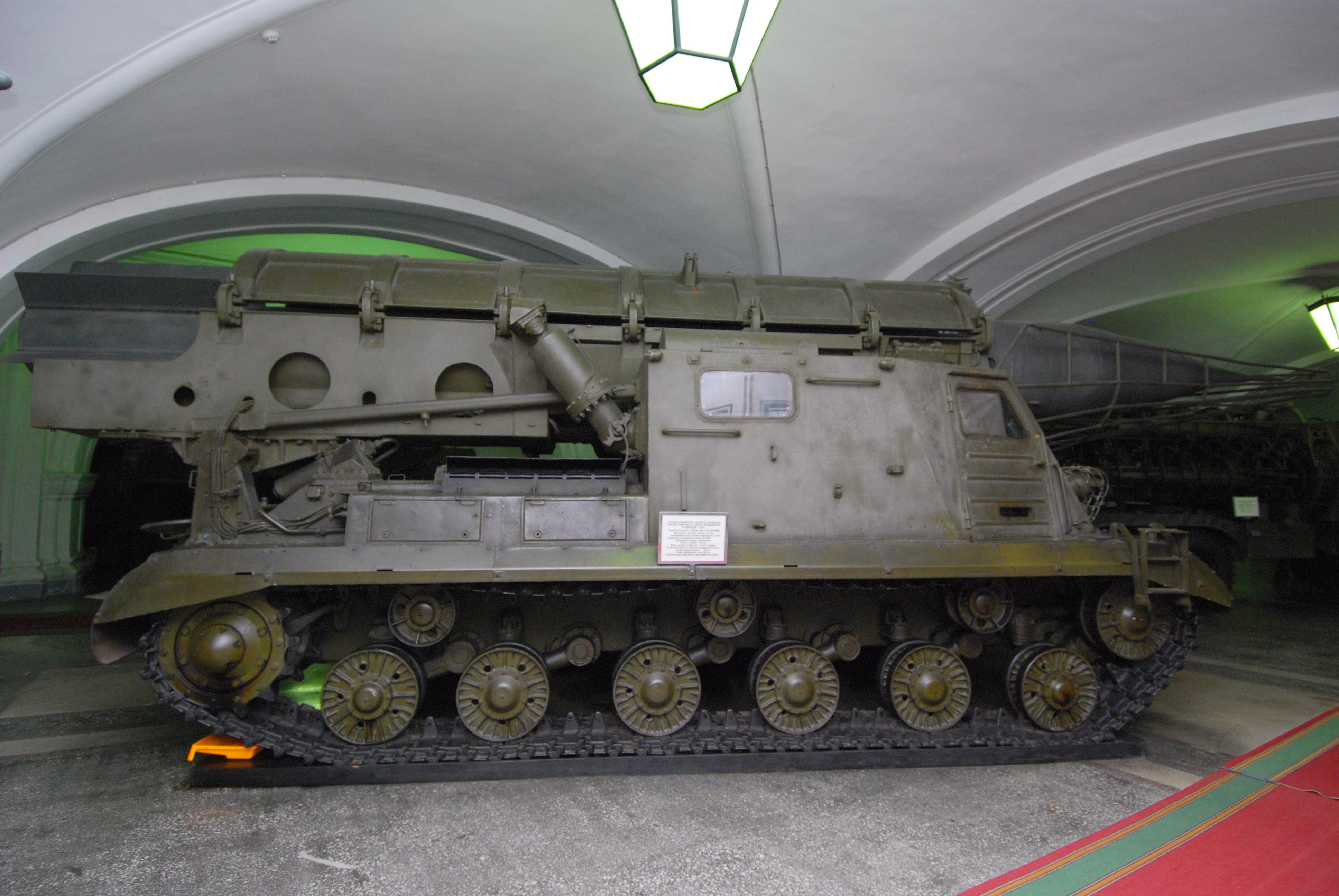
Wyrzutnia 2P4 (widok z boku) w Muzeum Artylerii w Petersburgu

### Dane techniczne rakiet
- długość rakiety w zależności od wersji 10354 / 10370 mm
- rozpiętość brzechw 1259-1263 mm
- średnica  silnika 612 mm
- średnica głowicy 850 mm
- masa startowa rakiety 4430-4940 kg
- masa głowicy 1200 kg
- średnica głowicy 850 mm
- masa ładunku prochowego silników 1642 kg
- zasięg 25,7 km
- długość aktywnej część toru lotu 1,7 km
- prędkość maksymalna 686 m/s
- czas pracy silnika 4,8 s
- czas do startu z pozycji marszowej 30 minut
- moc głowicy jądrowej ok. 10 kt.